# Drentse 8 van Westerveld 2016
La 10e édition du Drentse 8 van Westerveld a lieu le 13 mars 2016. La course fait partie du calendrier international féminin UCI 2016 en catégorie 1.2. Elle est remportée par la Canadienne Leah Kirchmann.

## Récit de la course
L'ascension du mont VAM permet à treize coureuses de s'échapper du peloton. Il s'agit de : Leah Kirchmann, Christine Majerus, Anouska Koster, Tiffany Cromwell, Emilia Fahlin, Chloe Hosking, Gracie Elvin, Emma Johansson, Coryn Rivera, Marianne Vos, Katarzyna Pawlowska, Alexis Ryan et Megan Guarnier. Elles se disputent la victoire au sprint. Leah Kirchmann s'impose.

## Classements

### Classement final
| \| Classement général \| Classement général \| Classement général \| Classement général \| Classement général \| \| Coureur \| Coureur \| Pays \| Équipe \| Temps \| \| ------------------ \| ------------------ \| ------------------ \| ----------------------------- \| ------------------ \| \| 1re \| Leah Kirchmann \| Canada \| Liv-Plantur \| 3 h 22 min 45 s \| \| 2e \| Christine Majerus \| Luxembourg \| Boels Dolmans \| + 0 s \| \| 3e \| Anouska Koster \| Pays-Bas \| Rabo Liv Women \| + 0 s \| \| 4e \| Tiffany Cromwell \| Australie \| Canyon-SRAM Racing \| + 0 s \| \| 5e \| Emilia Fahlin \| Suède \| Alé Cipollini \| + 0 s \| \| 6e \| Chloe Hosking \| Australie \| Wiggle High5 \| + 0 s \| \| 7e \| Gracie Elvin \| Australie \| Orica-AIS \| + 0 s \| \| 8e \| Emma Johansson \| Suède \| Wiggle High5 \| + 2 s \| \| 9e \| Coryn Rivera \| États-Unis \| UnitedHealthcare Women's Team \| + 2 s \| \| 10e \| Marianne Vos \| Pays-Bas \| Rabo Liv Women \| + 2 s \| |                   |            |                               |                 |
| |                   |            |                               |                 |
| Source : ProCyclingStats |                   |            |                               |                 |
| Classement général |                   |            |                               |                 |
| Coureur | Coureur           | Pays       | Équipe                        | Temps           |
| 1re | Leah Kirchmann    | Canada     | Liv-Plantur                   | 3 h 22 min 45 s |
| 2e | Christine Majerus | Luxembourg | Boels Dolmans                 | + 0 s           |
| 3e | Anouska Koster    | Pays-Bas   | Rabo Liv Women                | + 0 s           |
| 4e | Tiffany Cromwell  | Australie  | Canyon-SRAM Racing            | + 0 s           |
| 5e | Emilia Fahlin     | Suède      | Alé Cipollini                 | + 0 s           |
| 6e | Chloe Hosking     | Australie  | Wiggle High5                  | + 0 s           |
| 7e | Gracie Elvin      | Australie  | Orica-AIS                     | + 0 s           |
| 8e | Emma Johansson    | Suède      | Wiggle High5                  | + 2 s           |
| 9e | Coryn Rivera      | États-Unis | UnitedHealthcare Women's Team | + 2 s           |
| 10e | Marianne Vos      | Pays-Bas   | Rabo Liv Women                | + 2 s           |

### Points UCI
| Position           | 1er | 2e | 3e | 4e | 5e | 6e | 7e | 8e | 9e | 10e |
| Classement général | 40  | 30 | 16 | 12 | 10 | 8  | 6  | 3  | 2  | 1   |